# Prefoldina

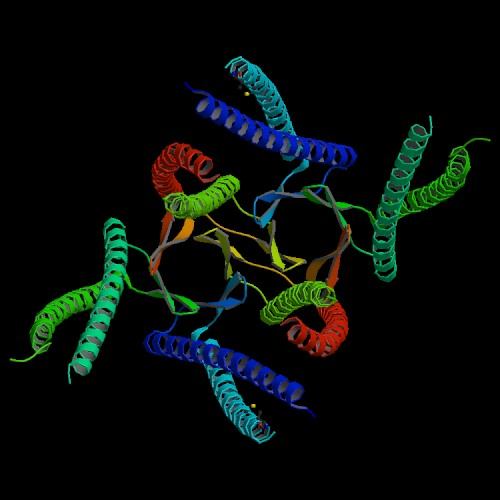
Estructura cristalográfica de una prefoldina de la arqueobacteria Methanobacterium thermoautotrophicum. La imagen fue obtenida por Siegerts, R., Scheufler, C., Moarefi, I. utilizando difracción de rayos X. El complejo proteico. heterohexamérico contiene dos subunidades alfa y cuatro subunidades beta.
(ver más detalles...)

La prefoldina es una familia de proteínas que forma parte de complejos cuya función consiste en ayudar a otras a adoptar un correcto plegamiento. Se trata de una chaperona molecular heterohexamérica presente tanto en arqueas como eucariotas, incluidos los seres humanos. La molécula de prefoldina funciona como una proteína de transferencia en conjunción con un complejo de chaperona. Una de las funciones principales en eucariotas es la formación de moléculas de actina, uno de los componentes del citoesqueleto.

## Historia
La prefoldina fue descubierta en el laboratorio de Nicholas J. Cowan, del Departamento de Bioquímica del New York University Medical Center en 1998. Para ello se empleó la cromatografía. El procedimiento fue el siguiente: a partir de una solución marcada de β-actina de testículo bovino, que contenía chaperonina citosólica (CCT), una chaperona molecular eucariótica necesaria para el plegamiento de la actina. Tras la filtración en gel de la actina se formó un complejo de ésta con otras proteínas, y se comprobó la masa molecular del complejo. Mediante electroforesis se vio que el complejo formaba una única banda. Ésta fue extraída y analizada mediante SDS-PAGE, resolviéndose en otras cinco, lo cual probaba que la actina se pliega mediante una proteína heterooligomérica. El laboratorio de Ulrich Hartl del Instituto de Bioquímica Max Planck en Martinsried, Alemania, ha identificado un homólogo en arqueas de la prefoldina que también funciona como chaperona molecular.

## Estructura
La prefoldina es una proteína heterohexamérica que consiste en dos subunidades α y cuatro β. La estructura del homólogo en arqueobacterias fue resuelta por primera vez por Siegert et al.. Se ha publicado otra estructura en arqueobacterias por Clark et al.. Las subunidades beta contienen 120 residuos de aminoácido cada una, mientras que las alfa están formadas por 140. Cada subunidad tiene una anchura de 8.4 nm en la arquea Methanococcus thermoautrophicum. La altura se ha calculado en 1.8-2.6 nm. Las subunidades están organizadas gracias a interacciones hidrofóbicas mediante dos barriles β en su centro y dos hélices α formando una estructura supersecundaria tipo hélice superenrollada (coiled-coil) saliendo por debajo del barril, como si se tratara de los tentáculos de una medusa.

## Función
La prefoldina es una familia de proteínas de chaperonas moleculares que se encuentra en arqueas y eucariotas. Actúa en combinación con otras como chaperona, facilitando el plegamiento de algunas proteínas en células en las que existen otras rutas de plegamiento que compiten con el dirigido por la prefoldina. Las proteínas llevan a cabo un ensamblaje mediante enlaces no covalentes de otras estructuras que contienen polipéptidos in vivo. Están implicadas en el plegamiento de la mayoría del resto de proteínas. Se cree que en arqueas funcionan en combinación con las chaperoninas del grupo II en el plegamiento de proteínas de novo, de forma similar a otros complejos de chaperona. En eucariotas, no obstante, las prefoldinas han adquirido una función más específica: se emplean para establecer un ensamblaje correcto en muchas proteínas del citoesqueleto, como la actina. Puesto que esta proteína supone por término medio 5-10% del contenido proteico de una célula eucariota, esto supone que la prefoldina es bastante prevalente en este tipo de células. La actina F está compuesta por dos hebras arrolladas en espiral, la una sobre la otra, y es uno de los componentes principales del citoesqueleto de las células eucariotas.
La prefoldina se une específicamente a las chaperoninas en el citosol. Este complejo prefoldina-chaperonina forma seguidamente las moléculas de actina. El papel de la prefoldina en el complejo consiste en transportar las proteínas con el plegamiento incorrecto que adoptan tras su síntesis a la chaperona CCT. Por ejemplo, la prefoldina que se usa en la formación de la actina también transfiere β tubulina o α tubulina a la chaperonina citosólica CCT. Sin embargo, nunca llega a formar un complejo ternario con la tubulina y la chaperonina, abandonando de forma inmediata la chaperonina una vez entregada la carga. Esto se debe a la gran afinidad de la prefoldina por la CCT (to a cytosolic chaperonin), pero una vez que entra en contacto con ésta, pierde su afinidad por la proteína desplegada. A diferencia con otras chaperonas, no emplea energía química en forma de ATP para ayudar al plegamiento de las proteínas.